# Magic Bike Rüdesheim

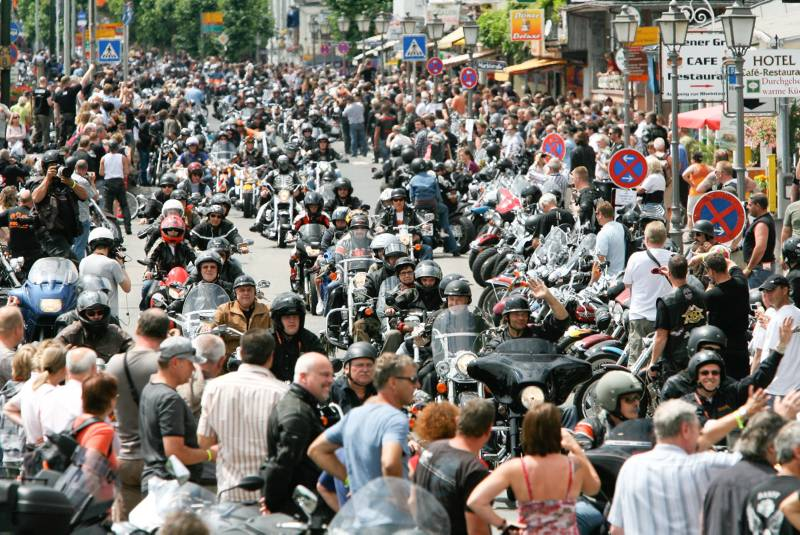
Parade während der Veranstaltung im Jahr 2009

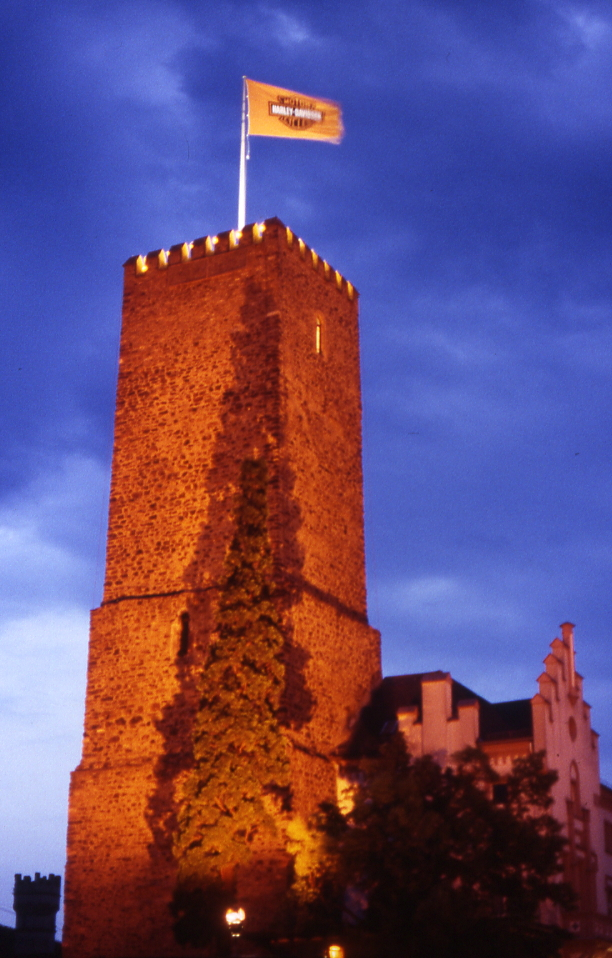
Boosenburg auf dem Eventgelände im Jahr 2005

Magic Bike Rüdesheim ist ein Motorradtreffen, das seit 2002 stattfindet. Veranstalter ist Buddies and Bikes e.V., die Schirmherrschaft hat der frühere Minister der Finanzen des Landes Hessen, Karlheinz Weimar, übernommen.

## Geschichte
Die Veranstaltung fand erstmals im Jahr 2002 unter dem Titel „Open to Harley-Davidson and other fine Bikes“ statt. Im ersten Jahr zählte das Treffen ca. 6000 Besucher. Seit dieser Veranstaltung umfasst der Verein „Buddies and Bikes e.V.“ 8 Mitglieder. Zum 100-jährigen Bestehen der Marke Harley-Davidson stand die zweite Veranstaltung im Jahr 2003, zu der ca. 8000 Besucher nach Rüdesheim am Rhein kamen, unter dem Motto „A Party for a Century of Magic“. Im Jahr 2004 waren es zum ersten Mal mehr als 10.000 Besucher. Als Partner veranstaltete SWR3 eine DanceNight mit Uwe Groke. 2005 wurde die Veranstaltung um die Magic Bike Classics erweitert, die eine Plattform für historische Motorräder darstellt. Im Jahr 2007 wurde die Veranstaltung aufgrund von Marken- und Patentrechten von Magic Bike Rally in Magic Bike Rüdesheim umbenannt. Heute hält der Verein Buddies and Bikes e.V. die Rechte an beiden Marken. Im Jahr 2008 zählte die Veranstaltung 25.000 Teilnehmer, 2009 waren es mehr als 30.000.
Anlässlich des 10-jährigen Bestehens der Veranstaltung wurde im Jahr 2012 eine Harley-Davidson-Sonderedition verlost und ein Roadbook mit Touren in der Region herausgegeben, die Motorradfahrer für Motorradfahrer ausgearbeitet hatten. Diese Touren stehen dauerhaft auf der Homepage des Harley-Davidson-Clubs Rüdesheim zur Verfügung.

## Veranstaltungsort
Die Veranstaltung belegt den westlichen Teil von Rüdesheim am Rhein ab der Brömserburg. Zum Veranstaltungsgelände zählen die Burg- und Oberstraße, sowie das Gebiet um den Rüdesheimer Bahnhof.

## Bandhistorie
- 2004: Martin Kesici und Mallet
- 2005: Martin Kesici und Bloody Fingers
- 2006: Manfred Mann’s Earth Band und Memo Gonzalez
- 2007: The BossHoss und Spider Murphy Gang
- 2008: The BossHoss und Memo Gonzalez
- 2009: DJ Ötzi und The Spencer Davis Group
- 2010: Nazareth und Joe Bonamassa
- 2011: Suzi Quatro und Ten Years After und Mallet
- 2014: Slade und Gil Ofarim & Acht und Boppin’B